# Schizoretepora serratimargo
Schizoretepora serratimargo is een mosdiertjessoort uit de familie van de Phidoloporidae. De wetenschappelijke naam van de soort is voor het eerst geldig gepubliceerd in 1886 door Hincks.